# Дунав Ултра
„Дунав Ултра“ е 740-километров туристически веломаршрут в Северна България.
Веломаршрутът носи името на река Дунав, тъй като повече от 500 километра от него следват поречието на реката. 
Ежегодно в първата седмица на м. септември по веломаршшрута поемат стотици участници, с цел да достигнат крайната му точка с. Дуранкулак
Веломаршрутът „Дунав Ултра“ е създаден през 2014 г. от 45-годишния тогава предприемач Борис Бегъмов. През 2010 г. той води нездравословен начин на живот. Любовта към колоезденето, спорта го променят. Той създава веломаршрута, който впоследствие преодолява три пъти, като в два от тях успява за по-малко от 48 часа.
След 2017 г. Бегъмов се отдава на популяризирането на веломаршрута като най-популярен туристически такъв на Балканите.